# Salakətin
Salakətin ist ein Dorf im Rayon Xocavənd von Aserbaidschan.

## Geographische Lage und Geschichte
Salakətin liegt 40 Kilometer südwestlich der Provinzhauptstadt Xocavənd, nur 5 Kilometer östlich vom Dorf Azıx, wo sich die berühmte Asych-Höhle befindet.
Dem Kaukasischen Kalender aus dem Jahr 1856 zufolge war Salakətin von Aserbaidschanern bevölkert. Das Dorf war Teil der Ujesd Şuşa, die wiederum zum Gouvernement Elisawetpol des Zarenreiches gehörte. 1886 lebten in der Ortschaft ca. 100 Menschen.
Während der Sowjetzeit gehörte Salakətin zum Rayon Hadrut der Autonomen Oblast Bergkarabach der Aserbaidschanischen SSR mit einer aserbaidschanischen Bevölkerungsmehrheit.
Salakətin wurde Ende 1991 von armenischen Streitkräften besetzt. Die Bewohner wurden vertrieben und ließen sich in einem Flüchtlingslager für Binnenvertriebene auf dem Gebiet des Rayon Beyləqan nieder. Die international nicht anerkannte Republik Arzach verwaltete den Ort als Teil der Provinz Hadrut. 
Am 9. November 2020, dem letzten Tag des Zweiten Bergkarabachkrieges, erklärte der Präsident Aserbaidschans Ilham Əliyev die Rückeroberung des Dorfes.